# Vintage Violence (gruppo musicale)
I Vintage Violence sono un gruppo musicale italiano, nato a Lecco nel 2001 con il nome Flowers of Noise.

## Storia
L'esordio live avviene il 7 giugno 2002 al Music Storm 2002, una giornata di concerti studenteschi a Trento, in occasione della quale la band utilizza per la prima volta il nome Vintage Violence, derivante dall'album Vintage Violence di John Cale.
Con il primo album in italiano (Psicodramma) la band vince le selezioni di Arezzo Wave e partecipa al festival nell'estate 2005.
Il singolo Cristina viene pubblicato da Rocksound in 35 000 copie allegate alla rivista.
Nel 2006 la band raggiunge le finali nazionali di Rock Targato Italia e Sanremo Rock e va in tour con il collettivo milanese "Cadaveri a Passeggio".
Nel 2007 pubblica l'EP Cinema e il DVD del videoclip Le cose cambiano, trasmesso su Raidue a Scalo 76, e in rotazione su All Music e RockTv.
Nel 2011 i Vintage Violence pubblicano per Popolar Music Piccoli intrattenimenti musicali: undici pezzi inediti, per un disco stampato anche in vinile e accompagnato da 11 videoclip autoprodotti a costo zero. Inizia un tour lungo tutto il territorio nazionale, che porterà la band a condividere il palco con gruppi quali Il Teatro degli Orrori, Ministri, Vallanzaska e One Dimensional Man. 
Nel 2012 la band vince il primo premio assegnato dall'ANPI al brano Il processo di Benito Mussolini come migliore canzone sul tema della lotta di liberazione partigiana e il rilancio dei valori della resistenza. Nello stesso anno i Vintage Violence firmano per Maninalto! Records, con cui pubblicano il singolo Sognare sul lavoro.

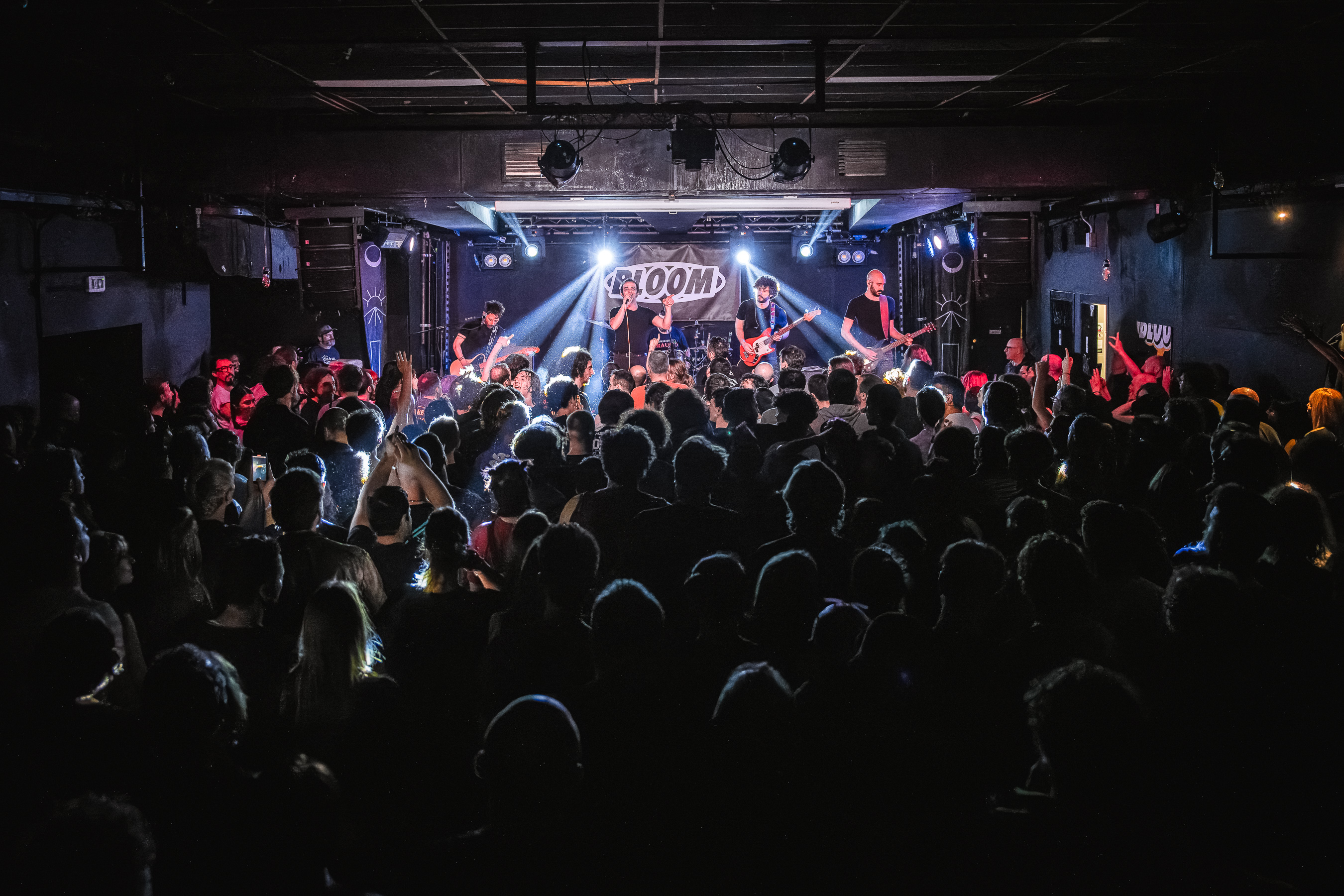
I Vintage Violence in concerto nel 2025

Nel 2014 esce Senza paura delle rovine, con la partecipazione di Enrico Gabrielli (Afterhours, Calibro 35) e Karim Qqru (Zen Circus, La Notte dei Lunghi Coltelli). Il disco è acclamato dalla critica, che ne parla come di “un disco da sangue al naso” (Rockit), e ancora “il primo ascolto stordisce, il secondo affascina” (Rockerilla), “non ha cedimenti” (Blow Up) e “una delle migliori interpretazioni del rock moderno con cantato italiano” (Rock Garage). Il videoclip del singolo Metereopatia raggiunge le finali nazionali dei festival My Generation e PIVI (Premio Italiano Videoclip Indipendenti).
Nel 2018 i Vintage Violence registrano il primo album in acustico, Senza barrè, che rivisita i pezzi di Piccoli intrattenimenti musicali e Senza paura delle rovine.
Il 19 novembre 2021 esce il nuovo album Mono.
L'11 novembre 2022, in occasione del ventennale della band, esce la raccolta Violenza primordiale, contenente 19 best of del gruppo scelti tramite votazione dai fan, e l'inedito Tema.
Il 24 marzo 2023 esce il singolo Il nuovo mare.
Il 26 gennaio 2024 esce il singolo Sono un casino.

## Formazione

### Formazione
- Nicolò Caldirola – voce
- Rocco Arienti – chitarra
- Roberto Galli – basso
- Beniamino Cefalù – batteria

### Ex componenti
- Stefano Gilardi – chitarra
- Ivan Giudiceandrea – chitarra
- Francesco Wilhelm – chitarra

### Collaboratori live
- Matteo Canali – batteria, chitarra
- Franco Cassinelli – chitarra

## Discografia

### Album in studio
- 2004 – Psicodramma (autoproduzione)
- 2007 – Cinema (Goodfellas)
- 2011 – Piccoli intrattenimenti musicali  (Popolar)
- 2014 – Senza paura delle rovine (Maninalto!)
- 2018 – Senza barrè (Maninalto!)
- 2021 – Mono (Maninalto!)

### Raccolte
- 2022 – Violenza primordiale (Maninalto!)

### EP dal vivo
- 2023 – Live a Ferrara (Maninalto!)

### Singoli
- 2007 – Le cose cambiano (Goodfellas/Sottosuono)
- 2012 – Sognare sul lavoro (Maninalto!)
- 2023 – Il nuovo mare (Maninalto!)
- 2024 – Sono un casino (Maninalto!)
- 2024 - I non Frequentanti (anno accademico 2024) (Maninalto!)